# Leandro Vieira
Leandro Vieira (sinh ngày 3 tháng 4 năm 1979) là một cầu thủ bóng đá người Brasil.

## Sự nghiệp câu lạc bộ
Leandro Vieira đã từng chơi cho Kyoto Purple Sanga.

## Thống kê câu lạc bộ

### J.League
| Đội                | Năm       | J.League | J.League | J.League Cup | J.League Cup | Tổng cộng | Tổng cộng |
| Đội                | Năm       | Trận     | Bàn      | Trận         | Bàn          | Trận      | Bàn       |
| ------------------ | --------- | -------- | -------- | ------------ | ------------ | --------- | --------- |
| Kyoto Purple Sanga | 2004      | 1        | 0        | -            | -            | 1         | 0         |
| Tổng cộng          | Tổng cộng | 1        | 0        | 0            | 0            | 1         | 0         |